# Bataille de Dorestad
Guerre franco-frisonne
La bataille de Dorestad oppose les Francs et les Frisons à la fin du VIIe siècle. La bataille eut lieu vers 695 près de la capitale des Frisons aux alentours du Rhin. Les Francs furent victorieux dans la bataille dirigée par le maire austrasien du palais, Pépin de Herstal.
Bien que toutes les conséquences de la bataille ne soient pas claires, Dorestad redevint franque, tout comme les châteaux d'Utrecht et de Fechten. On suppose que l'influence des Francs s'est ensuite étendue du sud du Oude Rijn jusqu'à la côte, mais cela n'est pas tout à fait clair car l'influence des Frisons sur la zone centrale du fleuve n'a pas été entièrement perdue.